# ایمانول اوریبه
ایمانول اوریبه (اسپانیایی: Imanol Uribe‎؛ زادهٔ ۲۸ فوریه ۱۹۵۰) کارگردان، تدوین‌گر و فیلم‌نامه‌نویس اهل اسپانیا است.
از فیلم‌ها یا برنامه‌های تلویزیونی که وی در آن نقش داشته است، می‌توان به وقت تنگ است، زنان در آستانه فروپاشی عصبی و شهد پرتقال اشاره کرد.
او بابت کارگردانی فیلم «روزهای پایانی» برندهٔ جایزه گویای «بهترین کارگردانی» و همچنین برای فیلم «بوآما»، برندهٔ «صدف طلایی» جشنواره فیلم سن‌سباستین شد.